# Nymphonia
Nymphonia là một chi bướm đêm thuộc họ Yponomeutidae.

## Các loài
- Nymphonia zaleuca - Meyrick, 1913